# Gabriela Lenartowicz
Gabriela Teresa Lenartowicz z domu Kosel (ur. 12 grudnia 1960 w Katowicach) – polska polityk i samorządowiec, w latach 2008–2014 prezes Funduszu Ochrony Środowiska i Gospodarki Wodnej w Katowicach, następnie członek zarządu województwa śląskiego, w 2015 wicewojewoda śląski, posłanka na Sejm VIII, IX i X kadencji.

## Życiorys
Ukończyła studia prawnicze na Wydziale Prawa i Administracji Uniwersytetu Śląskiego. Od 1992 do 1996 była dziennikarką, a następnie redaktorką naczelną „Nowin Raciborskich”, publikowała artykuły popularyzujące zagadnienia związane z prawnymi aspektami funkcjonowania administracji publicznej, integracją europejską oraz funduszami strukturalnymi. Pracowała w sztabie kryzysowym w czasie tzw. powodzi tysiąclecia w 1997, następnie była doradcą w  projekcie Banku Światowego na rzecz usuwania skutków i profilaktyki zagrożeń powodziowych. Od 1996 do 2004 pełniła funkcję naczelnika wydziału rozwoju w Raciborzu, a następnie w Rybniku. W latach 2004–2006 kierowała regionalnym biurem projektów europejskich oraz była akredytowanym konsultantem Polskiej Agencji Rozwoju Przedsiębiorczości. W latach 2007–2008 pełniła funkcję sekretarza powiatu raciborskiego.
W wyborach samorządowych w 1998 bezskutecznie ubiegała się o mandat radnej powiatowej z listy Unii Wolności. Zaangażowała się następnie w działalność polityczną w ramach Platformy Obywatelskiej. W wyborach w 2002 bez powodzenia kandydowała do sejmiku śląskiego z listy koalicji POPiS. Mandat radnej wojewódzkiej II kadencji objęła w 2005 w miejsce Grzegorza Janika. Z powodzeniem ubiegała się o reelekcję w wyborach w 2006. W 2007 bezskutecznie ubiegała się o mandat poselski.
W 2008 została powołana na prezesa zarządu Wojewódzkiego Funduszu Ochrony Środowiska i Gospodarki Wodnej w Katowicach (rezygnując w konsekwencji z mandatu radnej). Stanowisko to zajmowała do 2014, była także przewodniczącą krajowego konwentu prezesów WFOŚiGW. W 2014 ponownie z powodzeniem wystartowała do sejmiku śląskiego, zdobywając ponad 21 tys. głosów. 1 grudnia 2014 objęła funkcję członka zarządu województwa odpowiedzialnego m.in. za regionalny program operacyjny. Zrezygnowała z niej w czerwcu 2015 po rozszerzeniu koalicji o Ruch Autonomii Śląska. 2 lipca 2015 została powołana na stanowisko drugiego wicewojewody śląskiego.
W wyborach parlamentarnych w 2015 otworzyła listę PO w okręgu rybnickim. Uzyskała mandat poselski, otrzymując 17 823 głosy. W Sejmie VIII kadencji została członkinią Komisji Ochrony Środowiska, Zasobów Naturalnych i Leśnictwa oraz Komisji Mniejszości Narodowych i Etnicznych, pracowała też w Komisji Gospodarki i Rozwoju (2015–2017) oraz Komisji Nadzwyczajnej do spraw zmian w kodyfikacjach (2015–2016).
W wyborach w 2019 kandydowała z listy KO w okręgu nr 30, otrzymując 11 838 głosów i uzyskując ponownie mandat poselski. Również w 2023 z powodzeniem ubiegała się o reelekcję z wynikiem 16 515 głosów.

## Odznaczenia i wyróżnienia
Wyróżniana nagrodami resortowymi, a także przyznawanymi przez organizacje gospodarcze i instytucje regionalne. W 2010 otrzymała srebrną odznakę „Zasłużony dla Ochrony Przeciwpożarowej”, a w 2013 odznakę honorową za Zasługi dla Energetyki.